# Michał Kritobul
Michał Kritobul (gr.: Μιχαήλ Κριτοβούλος, Michaēl Kritoboúlos; zm. ok. 1470) – bizantyński historyk. Autor Dziejów w 5 księgach obejmującego wydarzenia z lat 1451-1467.

## Życie
Michał urodził się w pierwszym dziesięcioleciu XV wieku na Imbros. Upadek Konstantynopola przeżył na rodzinnej wyspie. W 1457 roku, dzięki zabiegom dyplomatycznym udało mu się uchronić Imbros przed atakiem floty papieskiej, przyczynił się też do uwolnienia Lemnos z ręki Wenecjan W 1465 roku został tureckim namiestnikiem Imbros. Po zajęciu wyspy przez Wenecjan w 1467 roku przeniósł się do Stambułu, na dwór sułtana i został osobistym sekretarzem Mehmeda II. Z czasem stracił zaufanie władcy i wstąpił do klasztoru na górze Athos, gdzie zmarł ok. 1470 roku.

## Dzieło
Michał Kritobul napisał swe Dzieje w 5 księgach obejmujących okres od 1451 do 1467 roku. W księdze I przedstawił objęcie władzy przez sułtana Mehmeda II i zdobycie Konstnatynopola. W księdze II – podbój Ajnos, ziem serbskich oraz okupację Lemnos, Thasos i Samotraki przez Włochów. W III księdze – dwie wyprawy tureckie na Peloponez w latach 1457-1460. W IV – zdobycie przez Turków Synopy i kres Cesarstwa Trapezuntu, antytureckie powstanie Włochów, zdobycie Lesbos i wyprawę na Bośnię w latach 1460-1464. W ostatniej księdze opisał wojnę z Wenecją, drugą wyprawę na Bośnię oraz podbój Albanii w latach 1464-1467. Dzieje Kritobula zostały napisane ze stanowiska tureckiego. Rozpoczyna je dedykacja dla sułtana Mehmeda II, którego autor przyrównuje do Aleksandra Macedońskiego i cesarzy rzymskich i tytułuje "królem królów", wychwala za dbałość o Konstantynopol i zainteresowanie przeszłością Aten.
Kritobul pisał klasycznym językiem greckim. Stylistycznie i gdy idzie o metodę wzorował się na Tukidydesie. Jego Dzieje stanowią cenne dopełnienie prac historycznych Laonika Chalkokondylesa, Dukasa i Jerzego Sphrantzesa. Zachowały się w jednym rękopisie z XV wieku.